# Großartige Schwertlilie
Die Großartige Schwertlilie (Iris magnifica) ist eine Pflanzenart aus der Gattung der Schwertlilien (Iris) innerhalb der Familie der Schwertliliengewächse (Iridaceae).

## Merkmale
Die Großartige Schwertlilie ist eine ausdauernde Zwiebelpflanze, die Wuchshöhen von 25 bis 60 Zentimeter erreicht. Die Stängelglieder sind zur Blütezeit sichtbar. Die Blätter sind 3 bis 5 Zentimeter breit und glänzend grün. Der Nagel ist vorne stark verbreitert auf 2,5 bis 3 Zentimeter. Die Platte ist schmaler als der Nagel. Sie weist auf beiden Seiten des weißlichen Kammes eine gelbe Zone auf. Die Domblätter sind 2 bis 3 Zentimeter lang, verkehrteiförmig und waagerecht bis herabgebogen. Die 3 bis 7 Blüten haben einen Durchmesser bis 7,5 Zentimeter und sind taubenblau bis hellviolett gefärbt, manchmal auch weiß.
Die Blütezeit liegt im April, selten reicht sie bis Mai.

## Vorkommen
Die Großartige Schwertlilie kommt im Pamir in den Bergen von Samarkand auf feinerdearmen Standorten und in den Kalkfelsspalten der unteren Bergstufe vor.

## Nutzung
Die Großartige Schwertlilie wird selten als Zierpflanze in Steingärten genutzt. Sie ist seit spätestens 1880 in Kultur.

## Belege
- Eckehardt J. Jäger, Friedrich Ebel, Peter Hanelt, Gerd K. Müller (Hrsg.): Rothmaler Exkursionsflora von Deutschland. Band 5: Krautige Zier- und Nutzpflanzen. Spektrum Akademischer Verlag, Berlin / Heidelberg 2008, ISBN 978-3-8274-0918-8.